# Замок Котнов
 Национальный памятник культуры Чешской Республики (регистрационный номер 123 NP от  1962 года)
Замок Котнов (чеш. Hrad Kotnov) — почти полностью руинированный средневековый замок в городе Табор Южночешского края, основанный в XIII веке и перестроенный в XV веке таборитами. Существенно разрушен во время пожара 1532 года, после чего в 1612—1613 годах большая часть замковых строений была перестроена в пивоварню. До наших дней сохранилась лишь одна замковая башня и примыкавшие к ней Бехиньские ворота. В 1962 году замок вместе с примыкавшими к нему Бехиньскими воротами был внесён в список национальных памятников культуры Чешской Республики.

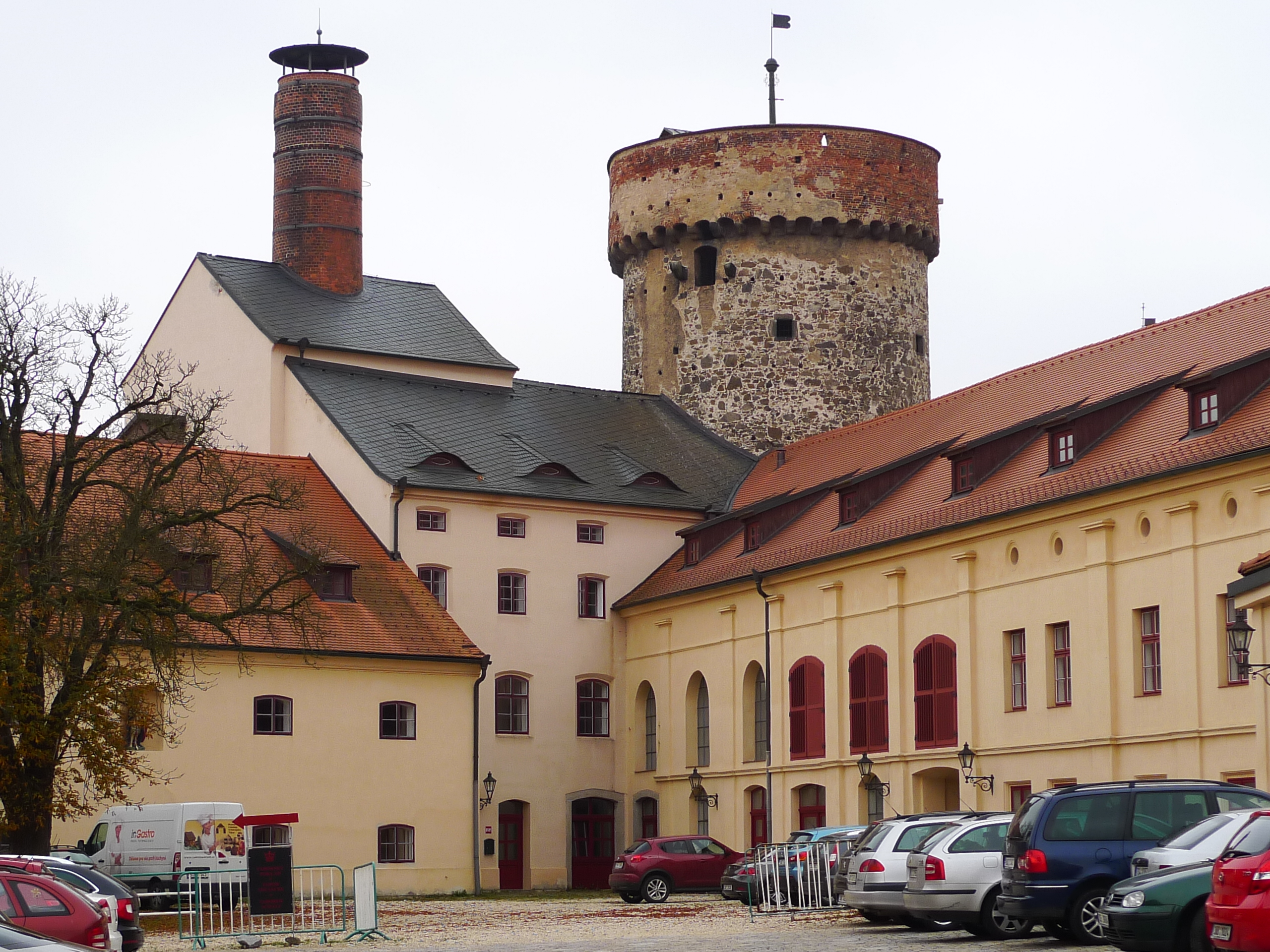
Пивоварня Котнов

## История замка
Первоначальная крепость на месте будущего замка Котнов была воздвигнута по указанию короля Пршемысла Отакара II в 3-й четверти XIII века. Крепость, как и всё селение, называлась просто «городищем» (чеш. hradiště — Градиште) и была частью оборонительной системы замков и крепостей, охватившей всю территорию королевства. Основателем крепости вероятно был Витек IV из Клокот (Витек из Градиште), сын Витека I из Прчице. После смерти короля Пршемысла Отакара II Градиште перешло во владение панов из Усти, тоже принадлежавших к роду Витковичей. Первое письменное упоминание о замке относится к 1370 году.
Начиная с 1420 года, когда местное поселение стало центром гуситского движения, получив своё название Табор, и было заново отстроено, существенной реконструкции подвергся и замок Котнов. Усиленный замок потерял значение социального центра и стал составной частью неприступной фортификационной системы города Табор.
После гуситских войн стратегическое значение замка упало. В результате пожара 1532 года замок был сильно разрушен, после чего использовался в качестве городской тюрьмы. В 1612—1613 годах большая часть замковых строений была перестроена в пивоварню. Во время существенной модернизации производственного процесса во 2-й половине XIX века была продолжена реконструкция оставшихся зданий замка для промышленных нужд пивоварни. В 1908 году при расширении пивоварни всё восточное крыло замка было перестроено в промышленные здания. От Котнова осталась одна лишь башня.

## Археологические исследования
После 1989 года заброшенный ареал замка был передан в частную собственность компании Portfolio Praha a.s., в 1993—1994 годах на незанятых строениями пивоварни участках были проведены широкомасштабные археологические изыскания, охватившие территорию в 2 500 м². Во время раскопок были установлены основные этапы исторического развития замка и сформировано общее представление о его форме и внешнем виде. Однако окончательных результатов раскопок достичь не удалось поскольку недоступным для исследования остался важный участок, занимаемый зданием ренессансной солодовни, на месте которой находилась одна из цилиндрических башен замка. Дополнительные археологические исследования проводились в 2002—2004 годах.

## Описание замка

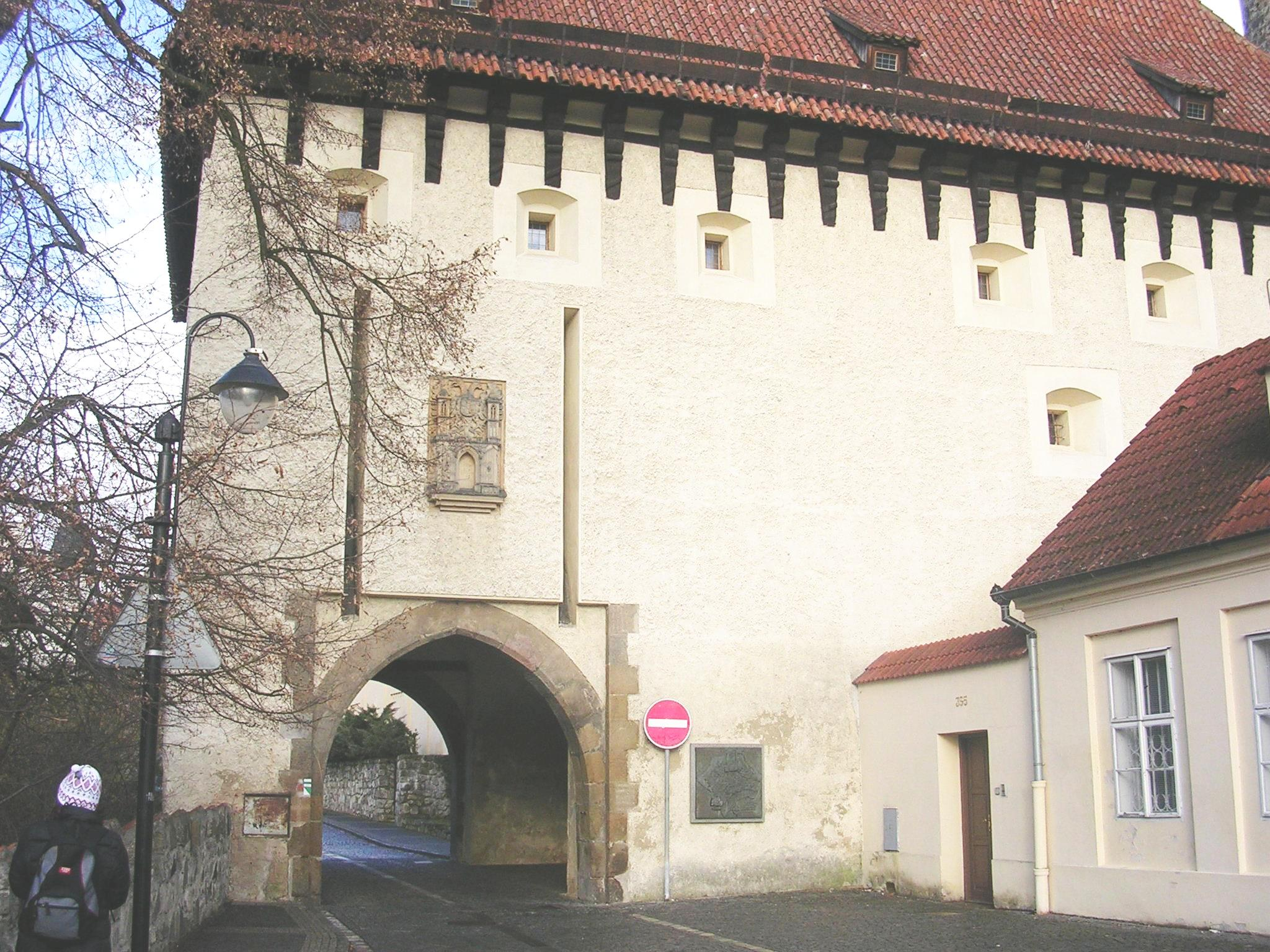
Бехиньские ворота

Согласно новейшим исследованиям, замок имел две цилиндрические и две четырехугольные башни, которые почти не выступали из окружавших замок стен, что существенно ослабляло их фланговые фортификационные функции. Сохранившаяся до наших дней цилиндрическая башня во время гуситских войн была усилена и приспособлена под расположение на ней артиллерийской батареи. В настоящее время на этой 25-метровой башне устроена смотровая площадка, а сама башня находится в ведении Гуситского музея Табора. Замок был окружён рвом и двойным рядом стен, внешний из которых был ниже внутреннего и служил первой линией обороны гарнизона.

## Бехиньские ворота
К оставшейся от замка башне примыкают оставшиеся от городской стены средневековые Бехиньские ворота, в отличие от замка, сохранившиеся до наших дней почти в первозданном состоянии. Строительство ворот было начато в 1420 году во время укрепления города Табора гуситами. В конце XIX века под руководством Йосефа Моцкера была проведена реконструкция ворот в стиле высокой готики. В настоящее время во внутренних готических помещениях Бехиньских ворот работает постоянная выставка под названием «Жизнь и занятия средневекового общества».